# Комачини

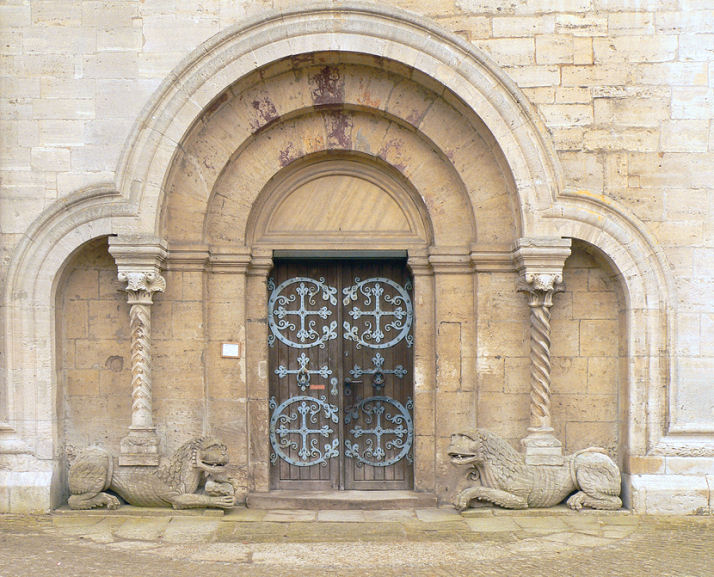
«Львиный портал» монастырской церкви в Кёнигслуттер, Нижняя Саксония

Комачини, комаски, магистри комачини (итал. magistri comacini, magistri cumacini, commacini) — обобщённое название мастеров-каменщиков и строителей из региона Верхняя Ломбардия, расположенного между реками Ларио и Вербано и примерно составлявшего древнюю епархию между кантоном Тичино и побережьем озера Комо.
Подобно «тессинцам» (мастерам из швейцарского кантона Тичино, населённого итальянцами), жители побережья озера Комо из-за гористой местности и недостатка плодородной земли для занятий сельским хозяйством осваивали мастерство каменотёсов и строителей. В поисках работы они разъезжались по другим регионам Италии и иным государствам, в частности в Бургундию, Швейцарию и долину Рейна, где был спрос на строителей, инженеров, фортификаторов. В результате наиболее ответственные работы в странах Центральной и Северной Европы поручали итальянским и тессинским архитекторам, а также странствующим артелям каменщиков «комасков», «мастеров комачини», или «маэстри комачини», авторитет которых был высок.
Историк архитектуры С. С. Подъяпольский назвал такую миграцию «исходом», а мастеров «перелётными птицами», остроумно переиграв в «обратном контексте» известное наименование общества «Перелётные птицы» — объединения иностранных художников, прибывавших в католический Рим из стран Северной Европы.

## Этимология

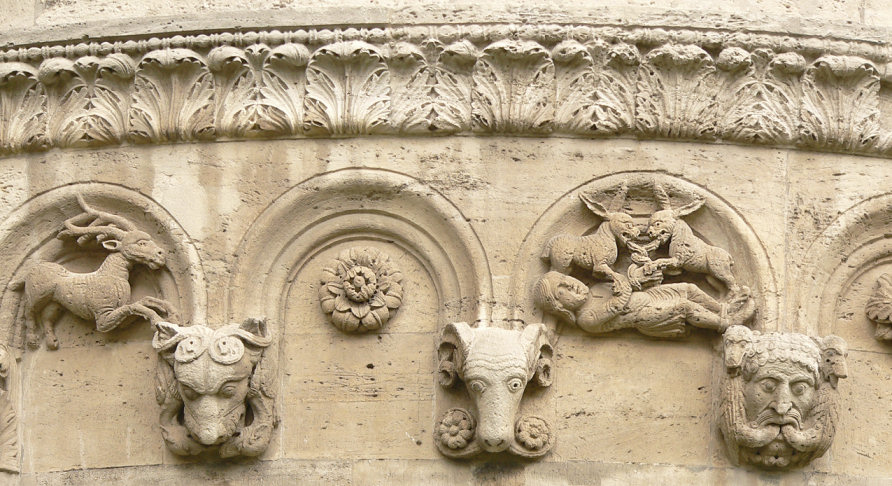
Деталь каменной резьбы апсиды. XII в.

Наряду с традиционной «географической версией» происхождения названия существуют и иные этимологические концепции. Так, в начале XX века Уго Моннере де Виллар утверждал, что прилагательным от «Como», вопреки общепринятой версии, является форма «comense», и предпочитал происхождение наименования мастеров от словосочетания «cum machinis», или «cum macinis», имея в виду строительные леса и лебёдки, которые эти мастера использовали при проведении своих работ. Согласно другим теориям, название «комачини» является производным от германского корня mak- с общим значением «строить», подобно французскому «maçon» (масон); и только позднее это название связали с регионом Комо парэтимологией «comàcino».
Мастера «комаски» работали в Павии и Милане. Простые каменщики, в зависимости от обстоятельств превращались в архитекторов и скульпторов, выполняя ответственные заказы в Тренто, Бергамо, Модене, Ферраре, Анконе, Пистойе, Ареццо; затем также в Вероне, на строительстве церкви Сан-Дзено и в Венеции. Мастеров Комачини можно найти в конце тринадцатого века в Сиене, Орвието, даже в Ассизи, где строительство базилики Сан-Франческо требовало значительного количества квалифицированных мастеров. Таким образом, комаски, или мастера-комачини, эффективно способствовали распространению романской архитектуры: «архитектуры, которая из Комачины становилась истинно ломбардской».

## История

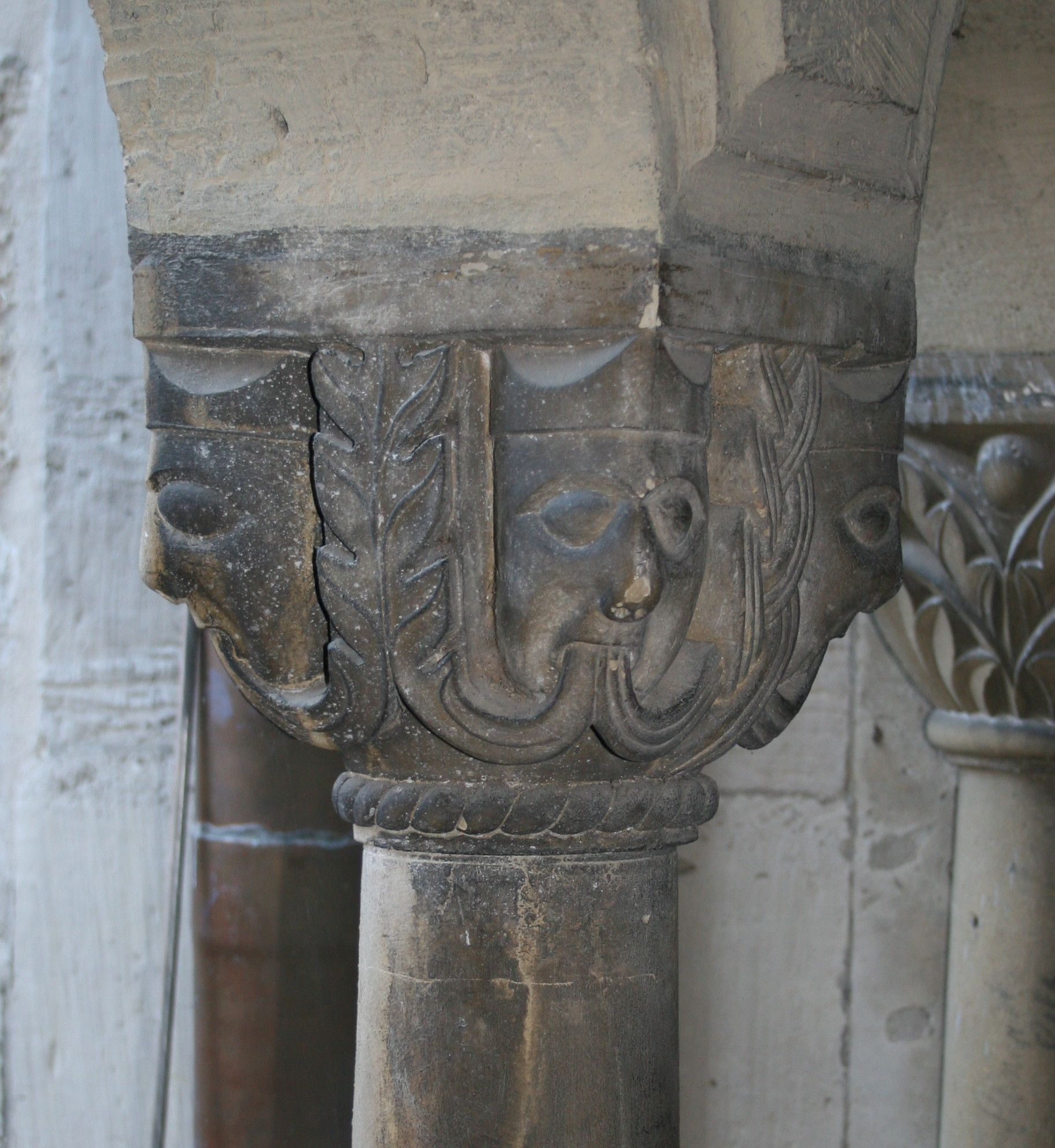
Капитель колонны трансепта

Первым документом, в котором упоминается «Magister Commacinus», является эдикт лангобардского короля Ротари 643 года (статьи № 144 и № 145). Впоследствии был составлен «Memoratorium de mercedibus commacinorum» (Меморандум о заработной плате комачинцам), технический тариф, устанавливающий цены на производимые ими работы и порядок возмещения расходов заказчика в случае обрушения дома. Сведения об охране обычаев средневековых братств комачини основано на гипотезе о том, что древнеримские секреты каменного строительства не были полностью утеряны в Италии, а передавались братствами каменщиков, которые должны были входить в число многочисленных задокументированных коллегий, наподобие франкмасонов стран Центральной Европы, члены которых объединялись для взаимной защиты, братских банкетов и даже поддержки своих вдов по всей Римской империи, иногда объединяясь как «мастера тайн» своего ремесла. Каждое такое братство состояло только из мужчин одного ремесла, проживающих в одном городе, свободных, вольноотпущенников или рабов, связанных обетами, но всегда под надзором чиновничества. Географический центр комачинцев в раннем средневековье возник в Ломбардии, Комо и Павии.
«Комо-павийская» архитектурная скульптура известна в соборе Модены и его Торре-делла-Гирландина, в центральной и южной Италии, на западе от Лангедока до Пиренейского полуострова, на юге Германии до Венгрии и даже в Англии. Сами масоны утверждали, что произошли от гильдий комачини.
Таким образом, официально признанные специализированные мастера появляются уже в ломбардскую эпоху. Члены гильдии каменщиков-комасков были также декораторами и скульпторами, одними из первых мастеров «ломбардского романского стиля». Эти скульпторы много путешествовали, и их работы задокументированы вплоть до начала IX века в Предальпах, в долине реки По, в кантоне Тичино, в Лацио, Марке и в Умбрии. Некоторые из них отправились на работу в Германию, Данию и Швецию.
Среди лучших произведений этой школы — внешнее убранство базилики Сант-Аббондио в Комо или хора базилики Сан-Феделе, также в Комо, с зооморфными фигурами, чудовищами, грифонами и плетёным орнаментом «плоского рельефа» (rilievo piatto). В этих изображениях человеческие фигуры редки и характеризуются архаичными приземистыми пропорциями. В изображении животных и сложных растительных переплетений мастерство значительнее: возможно, это связано с тем, что простым резчикам были доступнее в качестве образцов рисунки византийских шёлковых тканей, лангобардские металлические изделия, оттоновские иллюминации. В этом контексте мастерство комачинских скульпторов и резчиков по камню рассматривают на периферии романского и раннего готического искусства и даже коптские рельефы сравнивают с «комо-павийским» течением средневековой скульптуры.